# Gruau MG 36 / MG 50
Les Gruau MG 36 et MG 50 sont des minibus du carrossier Gruau produit dans les années 1990.

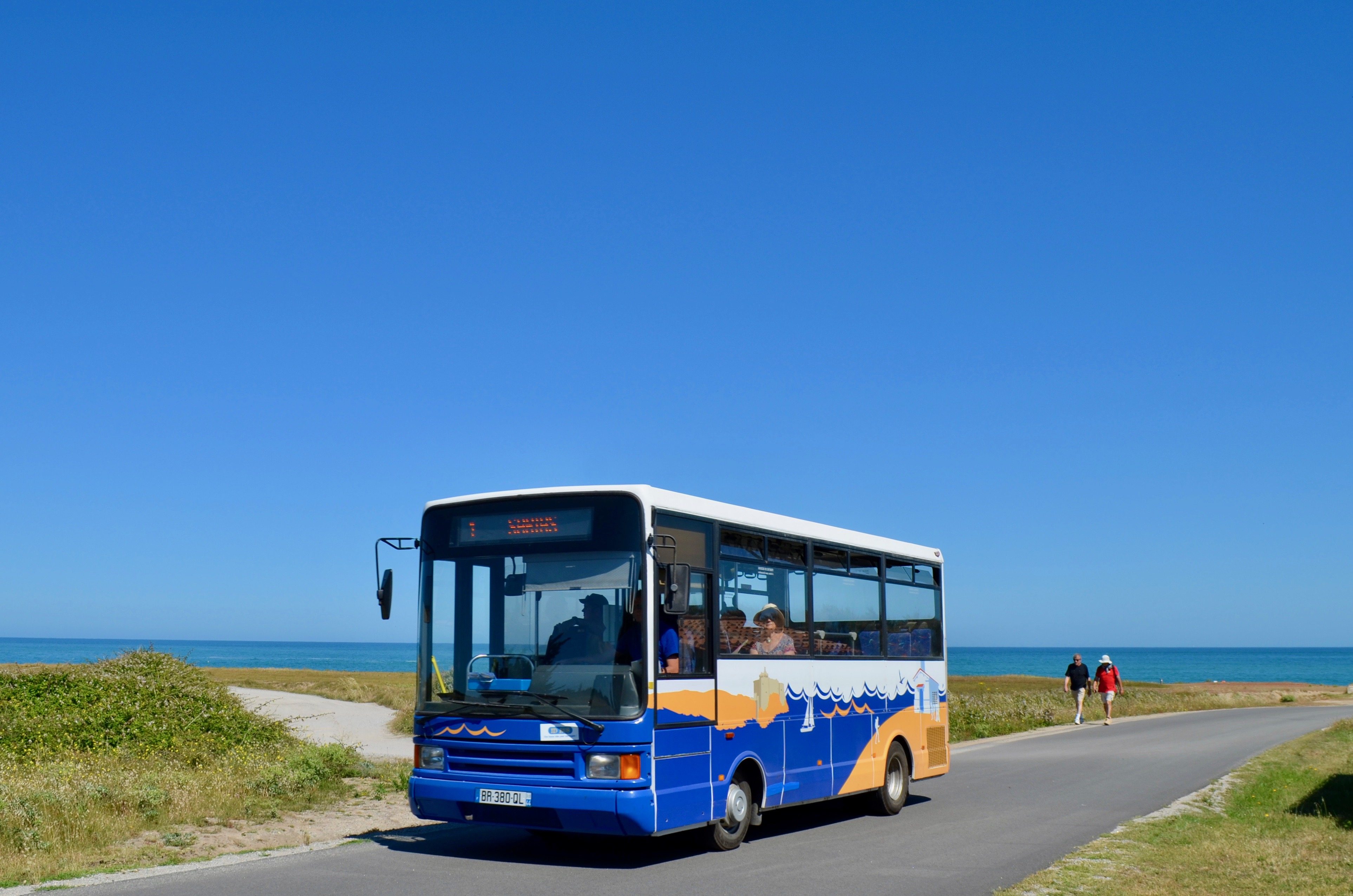